# Nová radnice (Josefov)
Nová radnice v Josefově je novorenesanční reprezentativní budova na tamním hlavním náměstí. Jedná se o jedinou novorenesanční budovu v tomto pevnostním městě.

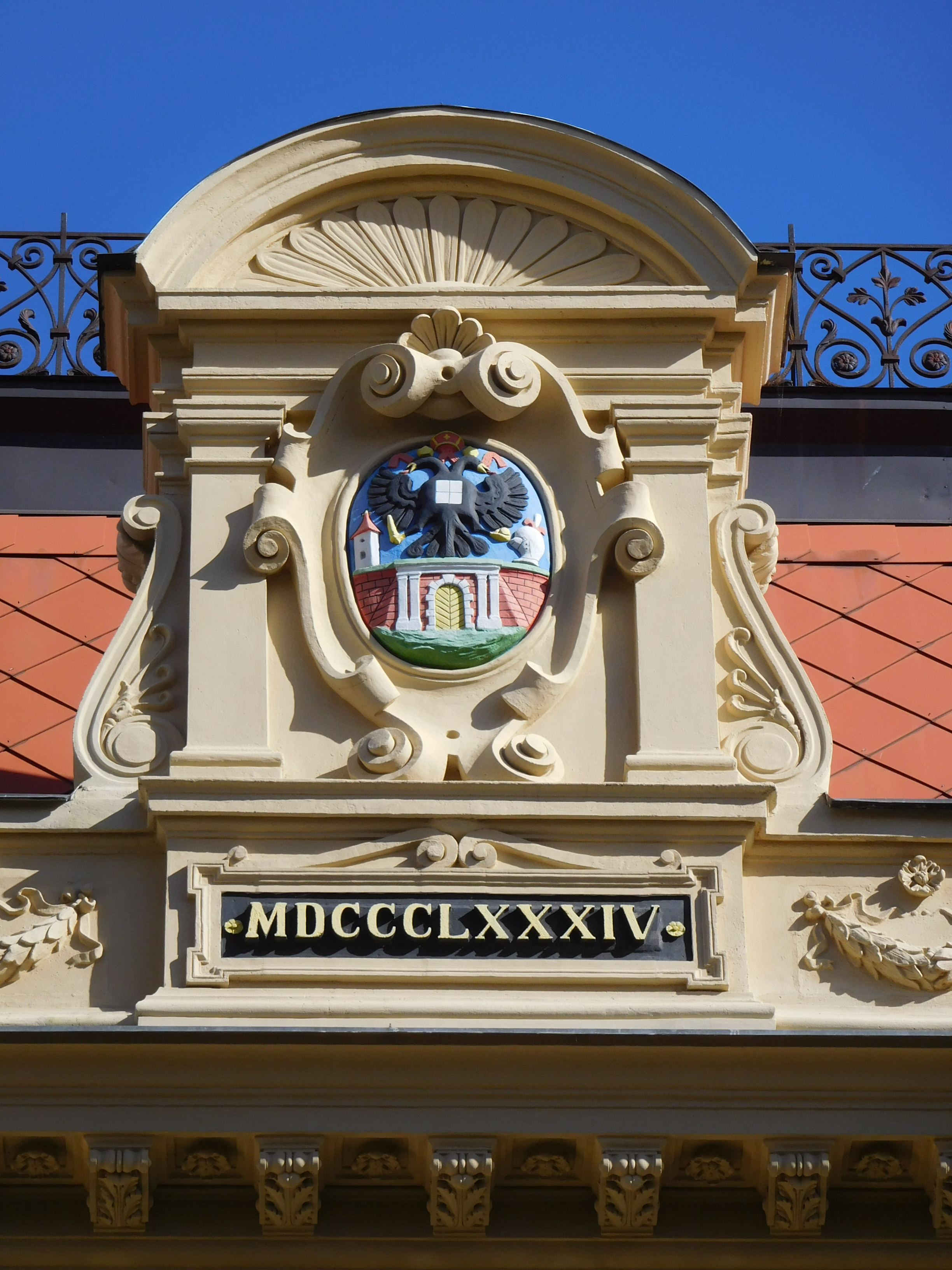
Městský znak v atikovém štítu radnice

Budova byla postavena v letech 1883–1884 podle projektu architekta Arnošta Jenšovského. Budova je dvojpodlažní. Hlavní průčelí má 19 okenních os, je přísně symetricky členěné do středového trojosého rizalitu a menších jednoosých nárožních rizalitů. Západní (pravé) křídlo má čtyři okenní osy, zatímco levé křídlo má sedm okenních os.
Přízemí a nárožní lizény rizalitů byly pokryty pásovou bosáží. Středový rizalit je v patře členěn korintskými sloupy a zdoben raně florentsky renesančními okny. Po stranách ve výklencích jsou umístěny alegorické sochy: muž s knihou a žena s úlem. Sochy na průčelí představující Důstojnost a Spořivost vytvořil sochař Bernard Otto Seeling. Nad středovým rizalitem umístěný atikový štít obsahuje znak města Josefova a letopočet MDCLXXXIV. Atika je zdobena kuželkovými balustrovými postamenty s vázami.
V přízemí jsou zazděny renesanční náhrobky pána a paní z Plesu, majitelů vesnice Ples, na jejímž místě v letech 1780–1787 vyrostla pevnost Josefov.
Svému původnímu účelu budova sloužila do roku 1948, kdy byl Josefov připojen k Jaroměři.
Fresky nad schodištěm z roku 1919 jsou dílem pražského malíře Julia Fischera a zobrazují dějiny města Josefova od založení pevnosti až po vznik samostatného Československa.
Aula radnice má rozměry 13 x 6 metrů a disponuje kapacitou 60 míst k sezení.
Budova je památkově chráněna jako kulturní památka a součást městské památkové rezervace Josefov. V 90. letech 20. století byla budova opravena.

## Využití
V budově je umístěna pošta, knihovna a služebna městské policie. V letech 1998–2015 tu sídlila i pobočka Městského muzea v Jaroměři – historická expozice měst Jaroměře a Josefova, poté byla přesunuta do bývalého zásobovacího úřadu.
V prvním patře se nachází historický reprezentativní sál pro zasedání městské rady, který je využíván pro pořádání svateb a dalších společenských událostí.